# 浦三路駅
浦三路駅（ほさんろえき）は中華人民共和国上海市浦東新区三林鎮
に位置する上海地下鉄11号線の駅。

## 駅構造
- 相対式ホーム2面2線の地下駅。ホームドア設置。

## 駅周辺
- 上海三林中学

## 歴史
- 2013年8月31日 - 開業[1]。

## バス路線
- 東泰林路浦三路
  - 784路

## 隣の駅
上海地下鉄
■11号線
康恒路駅 - 浦三路駅 - 三林東駅